# Нідський маяк

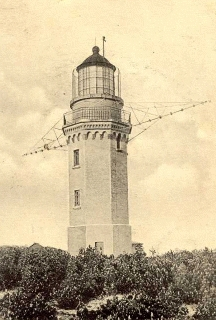
Фото старого Нідського маяка

Нідський маяк (лит. Nidos švyturys) — маяк, розташований у Ніді, на Куршській косі між Куршською затокою (на схід) та Балтійським морем (на захід).

## Історія
Оригінальний маяк у Ніді було збудовано в 1860-х та 1870-х під час об'єднання Німеччини. Висота сягала двадцяти семи метрів, збудовано його було з червоної цегли, він мав 200 сходинок, які збереглись і до сьогодні. За планами маяк мав бути висотою 51,4 м, на піднятій ділянці місцевості, будівництво проводилось в'язнями. Уперше засвічено маяк було 24 жовтня 1874 року.
1944 року, в кінці Другої світової війни, німецькі солдати підірвали маяк знищивши його цим. Відбудовано його було 1945 року, а 1953 року його було проведено ремонт. Поточний маяк збудовано з підсиленого цементу з горизонтальними червоними та білими смужками.